# Portrait de jeune femme au chapeau blanc
Portrait de jeune femme au chapeau blanc est un tableau réalisé en 1879 par la peintre américaine Mary Cassatt. Cette huile sur toile est le portrait en buste d'une jeune fille non identifiée parée d'un couvre-chef en plumes blanches. Acquise lors d'une vente aux enchères organisée par la maison Ader le 24 novembre 2023 à Drouot, cette œuvre est conservée à la Fondation Bemberg, à Toulouse, en France.